# Гуйвартс, Карел
Карел Гуйвартс (нидерл. Karel Goeyvaerts; 8 июня 1923, Антверпен — 3 февраля 1993, там же) — бельгийский композитор-сериалист.

## Биография
Гуйвартс учился в Антверпене и Париже (1947—1951), где был учеником Дариюса Мийо и Оливье Мессиана. В 1951 году Гуйвартс участвовал в летней школе современной музыки в Дармштадте, где познакомился и сблизился с Карлхайнцем Штокхаузеном (в том числе на почве общей приверженности католицизму). Произведения Гуйвартса 1950—1951 гг. принадлежат к первым образцам «чистого» сериализма в музыкальной истории.